# George Passmore (sportowiec)
George William Passmore (ur. 24 sierpnia 1889 w Saint Louis, zm. 22 września 1952 we Florissant) – amerykański zawodnik lacrosse, który na Igrzyskach Olimpijskich 1904 w Saint Louis wraz z kolegami zdobył srebrny medal w grze drużynowej.
W turnieju udział brały trzy zespoły klubowe ze Stanów Zjednoczonych i Kanady. Passmore reprezentował amerykański klub Saint Louis Amateur Athletic Association. Jego brat William również zdobył srebrny medal w lacrosse podczas igrzysk w Saint Louis.